# Gran Premio de Bélgica de Motociclismo de 1986
El Gran Premio de Bélgica de Motociclismo de 1986 fue la séptima prueba de la temporada 1986 del Campeonato Mundial de Motociclismo. El Gran Premio se disputó el 6 de julio de 1986 en el Circuito de Spa.

## Resultados 500cc
Retorno a la victoria, por primera vez en la temporada, del estadounidense Randy Mamola que entró por delante de su compatriota Eddie Lawson y el francés Christian Sarron. La clasificación general tiene a Lawson en cabeza con diez puntos de margen sobre Mamola y 12 sobre el australiano Wayne Gardner.
| Pos.     | Piloto              | Moto      | Tiempo     | Pts. |
| -------- | ------------------- | --------- | ---------- | ---- |
| 1        | Randy Mamola        | Yamaha    | 57.25.02   | 15   |
| 2        | Eddie Lawson        | Yamaha    | 57.42.45   | 12   |
| 3        | Christian Sarron    | Yamaha    | 57.27.84   | 10   |
| 4        | Wayne Gardner       | Honda     | 57.33.30   | 8    |
| 5        | Robert McElnea      | Yamaha    | 57.38.65   | 6    |
| 6        | Pierfrancesco Chili | Suzuki    | 59.48.69   | 5    |
| 7        | Didier de Radiguès  | Honda     | 1.00.04.26 | 4    |
| 8        | Mile Pajic          | Honda     | 1 Vuelta   | 3    |
| 9        | Boet van Dulmen     | Honda     | 1 Vuelta   | 2    |
| 10       | Kevin Schwantz      | Suzuki    | 1 Vuelta   | 1    |
| 11       | Wolfgang von Muralt | Suzuki    | 1 Vuelta   |      |
| 12       | Mark Phillips       | Suzuki    | 1 Vuelta   |      |
| 13       | Masuru Mizutani     | Suzuki    | 1 Vuelta   |      |
| 14       | Peter Sköld         | Honda     | 1 Vuelta   |      |
| 15       | Robert Jung         | Honda     | 1 Vuelta   |      |
| 16       | Gary Lingham        | Honda     | 1 Vuelta   |      |
| 17       | Paul Ramon          | Suzuki    | 1 Vueltas  |      |
| 18       | David Griffith      | Honda     | 2 Vueltas  |      |
| Ret      | Alessandro Valesi   | Honda     | Ret        |      |
| Ret      | Andreas Leuthe      | Honda     | Ret        |      |
| Ret      | Mike Baldwin        | Yamaha    | Ret        |      |
| Ret      | Dietmar Marehardt   | Suzuki    | Ret        |      |
| Ret      | Bernard Denis       | Suzuki    | Ret        |      |
| Ret      | Raymond Roche       | Honda     | Ret        |      |
| Ret      | Juan Garriga        | Cagiva    | Ret        |      |
| Ret      | Fabio Biliotti      | Honda     | Ret        |      |
| Ret      | Paul Lewis          | Suzuki    | Ret        |      |
| Ret      | Maarten Duyzers     | Suzuki    | Ret        |      |
| Ret      | Eero Hyvärinen      | Honda     | Ret        |      |
| Ret      | Ron Haslam          | Elf-Honda | Ret        |      |
| Ret      | Marco Gentile       | Fior      | Ret        |      |
| Ret      | Manfred Fischer     | Honda     | Ret        |      |
| Ret      | Leandro Becheroni   | Suzuki    | Ret        |      |
| Ret      | Roger Burnett       | Honda     | Ret        |      |
| Ret      | Simon Buckmaster    | Honda     | Ret        |      |
| Ret      | Josef Doppler       | Suzuki    | Ret        |      |
| DNQ      | Harry Heutmekers    | Suzuki    | DNQ        |      |
| Sources: |                     |           |            |      |

## Resultados 250cc
En el cuarto de litro, caída del piloto pole position, el venezolano Carlos Lavado, para dar la victoria al español Sito Pons, el segundo consecutivo esta temporada. El británico Donnie McLeod y el suizo Jacques Cornu fueron segundo y tercero respectivamente. En la clasificación general, Lavado se mantiene al frente con Pons a diez puntos.
| Pos. | Piloto                 | Moto              | Tiempo   | Pts. |
| ---- | ---------------------- | ----------------- | -------- | ---- |
| 1    | Sito Pons              | Honda             | 47.43.42 | 15   |
| 2    | Donnie McLeod          | Armstrong         | 47.54.39 | 12   |
| 3    | Jacques Cornu          | Honda             | 48.19.39 | 10   |
| 4    | Dominique Sarron       | Honda             | 48.19.71 | 8    |
| 5    | Alan Carter            | Cobas-Rotax       | 48.20.88 | 6    |
| 6    | Carlos Cardús          | Honda             | 48.34.21 | 5    |
| 7    | Jean Foray             | Chevallier-Yamaha | 48.35.67 | 4    |
| 8    | Niall Mackenzie        | Armstrong         | 48.35.99 | 3    |
| 9    | Tadahiko Taira         | Yamaha            | 48.38.76 | 2    |
| 10   | Hans Lindner           | Rotax             | 48.39.03 | 1    |
| 11   | Fausto Ricci           | Honda             | 48.50.05 |      |
| 12   | Michel Siméon          | Yamaha            | 48.56.42 |      |
| 13   | Hans Becker            | Yamaha            | 48.59.10 |      |
| 14   | Antonio Rota           | Rotax             | 49.00.49 |      |
| 15   | Gary Noel              | EMC               | 49.00.88 |      |
| 16   | Reinhold Roth          | Honda             | 49.01.49 |      |
| 17   | Martin Wimmer          | Yamaha            | 49.09.19 |      |
| 18   | Anton Mang             | Honda             | 49.09.47 |      |
| 19   | Cees Doorakkers        | Honda             | 49.32.44 |      |
| 20   | Maurizio Vitali        | Garelli           | 50.17.27 |      |
| 21   | Bruno Bonhuil          | Honda             | 50.20.69 |      |
| 22   | Roland Freymond        | Yamaha            | 50.21.79 |      |
| 23   | Guy Bertin             | Parisienne        | 50.31.12 |      |
| Ret  | Carlos Lavado          | Yamaha            | Ret      |      |
| Ret  | Pierre Bolle           | Parisienne        | Ret      |      |
| Ret  | Jean-François Baldé    | Honda             | Ret      |      |
| Ret  | Loris Reggiani         | Aprilia           | Ret      |      |
| Ret  | Stéphane Mertens       | Yamaha            | Ret      |      |
| Ret  | Siegfried Minich       | Honda             | Ret      |      |
| Ret  | Jean-Michel Mattioli   | Yamaha            | Ret      |      |
| Ret  | Virginio Ferrari       | Honda             | Ret      |      |
| Ret  | Manfred Herweh         | Aprilia           | Ret      |      |
| Ret  | Christian Boudinot     | Cobas             | Ret      |      |
| Ret  | Jean-Louis Guignabodet | MIG               | Ret      |      |
| Ret  | Harald Eckl            | Honda             | Ret      |      |
| Ret  | René Delaby            | Rotax             | Ret      |      |
| DNQ  | Luis Lavado            | Yamaha            | DNQ      |      |
| DNQ  | Eric de Donker         | Honda             | DNQ      |      |
| DNQ  | Juan Echaide           | JJ Cobas          | DNQ      |      |
| DNQ  | Svend Andersson        | Yamaha            | DNQ      |      |
| DNQ  | Javier Cardelús        | Yamaha            | DNQ      |      |
| DNQ  | Garry Cowan            | Yamaha            | DNQ      |      |
| DNQ  | Antonio Giménez Díaz   | Yamaha            | DNQ      |      |
| DNQ  | Gerard van der Wal     | Assmex            | DNQ      |      |
| DNQ  | Albert Jacqmin         | RK-Morena-Rot     | DNQ      |      |

## Resultados 125cc
Caída del líder de la general de 125, Luca Cadalora, que es aprovechado por su compañero de escudería en Garelli, Fausto Gresini que con su cuarta posición, lo supera por un punto. Primera victoria en el Mundial por el italiano Domenico Brigaglia con el belga Lucio Pietroniro, segundo, y el argentino Willy Pérez, tercero.
| Pos. | Piloto                 | Moto    | Tiempo    | Pts. |
| ---- | ---------------------- | ------- | --------- | ---- |
| 1    | Domenico Brigaglia     | Ducados | 43.21.59  | 15   |
| 2    | Lucio Pietroniro       | MBA     | 43.39.79  | 12   |
| 3    | Willy Pérez            | Zanella | 43.47.94  | 10   |
| 4    | Fausto Gresini         | Garelli | 43.48.88  | 8    |
| 5    | Olivier Liégeois       | Assmex  | 43.52.42  | 6    |
| 6    | Ezio Gianola           | MBA     | 43.53.67  | 5    |
| 7    | Pier Paolo Bianchi     | MBA     | 44.03.73  | 4    |
| 8    | Paolo Casoli           | MBA     | 44.21.09  | 3    |
| 9    | Jussi Hautaniemi       | MBA     | 44.33.14  | 2    |
| 10   | Thierry Feuz           | MBA     | 44.39.01  | 1    |
| 11   | Johnny Wickström       | MBA     | 44.40.70  |      |
| 12   | Robin Appleyard        | MBA     | 44.45.78  |      |
| 13   | Anton Straver          | MBA     | 45.03.83  |      |
| 14   | Jean-Claude Selini     | MBA     | 45.14.76  |      |
| 15   | Willi Huperich         | Seel    | 45.22.92  |      |
| 16   | Alain Kempener         | MBA     | 45.36.02  |      |
| 17   | Peter Sommer           | MBA     | 45.45.29  |      |
| 18   | Patrick Daudier        | PMDF    | 46.06.09  |      |
| 19   | Robin Milton           | MBA     | 46.06.60  |      |
| 20   | Ton Spek               | MBA     | 46.28.21  |      |
| 21   | Jan Eggens             | EGA     | 1 Vuelta  |      |
| 22   | Iván Troisi            | MBA     | 1 Vuelta  |      |
| 23   | Håkan Olsson           | MBA     | 2 Vueltas |      |
| Ret  | Luca Cadalora          | Garelli | Ret       |      |
| Ret  | August Auinger         | MBA     | Ret       |      |
| Ret  | Bruno Kneubühler       | MBA     | Ret       |      |
| Ret  | Alfred Waibel          | MBA     | Ret       |      |
| Ret  | Paul Bordes            | MBA     | Ret       |      |
| Ret  | Ángel Nieto            | MBA     | Ret       |      |
| Ret  | Jacques Hutteau        | MBA     | Ret       |      |
| Ret  | Mike Leitner           | MBA     | Ret       |      |
| Ret  | Andrés Sánchez         | MBA     | Ret       |      |
| Ret  | Esa Kytölä             | MBA     | Ret       |      |
| Ret  | Manfred Braun          | MBA     | Ret       |      |
| Ret  | Eric Gijsel            | MBA     | Ret       |      |
| Ret  | Boy van Erp            | MBA     | Ret       |      |
| DNQ  | Manuel Hernández       | Benetti | DNQ       |      |
| DNQ  | Giuseppe Ascareggi     | Elit    | DNQ       |      |
| DNQ  | Peter Baláž            | MBA     | DNQ       |      |
| DNQ  | Freddy Blaise          | MBA     | DNQ       |      |
| DNQ  | Michel Escudier        | MBA     | DNQ       |      |
| DNQ  | Bady Hassaine          | MBA     | DNQ       |      |
| DNQ  | Flemming Kistrup       | MBA     | DNQ       |      |
| DNQ  | Christian Le Badezet   | MBA     | DNQ       |      |
| DNQ  | Thierry Maurer         | MBA     | DNQ       |      |
| DNQ  | Thomas Møller-Pedersen | MBA     | DNQ       |      |
| DNQ  | Gary Noel              | EMC     | DNQ       |      |
| DNQ  | Eric Saul              | LGM     | DNQ       |      |
| DNQ  | Shaun Simpson          | MBA     | DNQ       |      |
| DNQ  | Alain Trippaers        | MBA     | DNQ       |      |
| DNQ  | Jean-Claude Collard    | MBA     | DNQ       |      |